# Čelákovice
Čelákovice är en stad i Tjeckien.   Den ligger i regionen Mellersta Böhmen, i den centrala delen av landet, 25 km öster om huvudstaden Prag. Čelákovice ligger 181 meter över havet och antalet invånare är 10 125.
Terrängen runt Čelákovice är platt. Runt Čelákovice är det ganska tätbefolkat, med 75 invånare per kvadratkilometer. Närmaste större samhälle är Černý Most, 13,6 km sydväst om Čelákovice. Trakten runt Čelákovice består till största delen av jordbruksmark.